# Grand Island (Nebraska)
Grand Island is een plaats (city) in de Amerikaanse staat Nebraska, en valt bestuurlijk gezien onder Hall County.

## Demografie
Bij de volkstelling in 2000 werd het aantal inwoners vastgesteld op 42.940. In 2006 is het aantal inwoners door het United States Census Bureau geschat op 44.632, een stijging van 1692 (3,9%).

## Geografie
Volgens het United States Census Bureau beslaat de plaats een oppervlakte van 55,9 km², waarvan 55,6 km² land en 0,3 km² water. Grand Island ligt op ongeveer 556 m boven zeeniveau.

## Plaatsen in de nabije omgeving
De onderstaande figuur toont nabijgelegen plaatsen in een straal van 24 km rond Grand Island.

## Geboren
- Henry Fonda (1905-1982), film- en televisieacteur